# پروپامیدین
پروپامیدین ایزتیونات داروی ضد عفونی کننده‌ای است که از ترکیب نمک پروپامیدین و اسید ایزتیونیک ایجاد شده و در درمان عفونت آمیب اکانتاموبا مورد استفاده قرار می‌گیرد.